# اوندورشیل (دوندغوبی)
شهرستان اوندورشیل (به زبان مغولی: Өндөршил сум، [Öndöršil sum]؛ ᠥᠨᠳᠦᠷᠰᠢᠯᠢ ᠰᠤᠮᠤ، [öndüršili sumu]) یک شهرستان (سُوم) در مغولستان است که در استان دوندغوبی واقع شده‌است. اوندورشیل ۴٬۸۵۲ کیلومتر مربع مساحت دارد.

## تقسیمات اداری
شهرستان اوندورشیل متشکل از ۳ قصبه (باغ) می‌باشد، شامل:
- بوخت (مغولی: Бөхт баг، [Böxt bag]؛ ᠪᠥᠬᠦᠲᠦ ᠪᠠᠭ، [bökütü baɣ])
- تالین‌نار (مغولی: Талын нар баг، [Talyn nar bag]؛ ᠲᠠᠯ᠎ᠠ ᠢᠢᠨ ᠨᠠᠷᠠ ᠪᠠᠭ، [tal-a-yin nara baɣ])
- چوخ (مغولی: Цог баг، [Cog bag]؛ ᠴᠣᠭ ᠪᠠᠭ، [čoɣ baɣ])